# Ferdinando Baldi
Pour les articles homonymes, voir Baldi.
Ferdinando Baldi, né le 19 mai 1927 à Cava dei Tirreni, province de Salerne, en Italie et mort le 12 novembre 2007 à Rome, est un réalisateur italien, connu en particulier pour ses westerns spaghetti.

## Biographie
Ferdinando Baldi a étudié la psychologie et a travaillé comme enseignant avant de commencer à tourner en 1952. En 1960, avec Richard Pottier, il réalise le film David et Goliath avec Orson Welles. Il a également dirigé Ben Gazzara et Ringo Starr. En tout, Baldi a tourné près de quarante films entre 1952 et 1988 utilisant parfois les pseudonymes de Ferdy Baldwin et Ted Kaplan.

## Filmographie

### Comme réalisateur
- 1952 : Il prezzo dell'onore (it)
- 1954 : Assi alla ribalta (it)
- 1955 : Souviens-toi de moi (it)
- 1957 : T'aimer est mon destin (Amarti è il mio destino)
- 1959 : Deux Sauvages à la cour (Due selvaggi a corte)
- 1960 : David et Goliath (David e Golia)
- 1961 : Les Horaces et les Curiaces (Orazi e Curiazi)
- 1961 : Les Tartares (I tartari)
- 1963 : Le Fils de Tarass Boulba (Taras Bulba il cosacco)
- 1964 : Les Révoltés de Tolède (Sfida al re di castiglia)
- 1964 : El Kebir, fils de Cléopâtre (Il figlio di Cleopatra)
- 1966 : Texas Adios (Texas, addio)
- 1966 : Follie d'Europa (documentaire)
- 1966 : Mission suicide à Singapour (Goldsnake 'Anonima Killers')
- 1966 : L'Ombre des aigles (it) (All'ombra delle aquile)
- 1967 : T'as le bonjour de Trinita (Rita nel West)
- 1967 : Je ne proteste pas, j'aime (Io non protesto, io amo)
- 1967 : Le Massacre de la Forêt-Noire (Hermann der Cherusker - Die Schlacht im Teutoburger Wald) (sous le pseudonyme Ferdy Baldwin)
- 1968 : Django, prépare ton cercueil ! (Preparati la bara!)
- 1968 : Le Salaire de la haine (Odia il prossimo tuo)
- 1969 : Le Dernier des salauds (Il pistolero dell'Ave Maria)
- 1971 : Les Pirates de l'île verte (I pirati dell'isola verde) (sous le pseudonyme de Ted Kaplan)
- 1971 : Blindman, le justicier aveugle (Blindman)
- 1972 : La Filière (Afyon oppio)
- 1973 : Una vita lunga un giorno
- 1974 : Mon nom est Trinita (Carambola)
- 1975 : Si ce n'est toi, c'est donc ton frère (Carambola, filotto… tutti in buca)
- 1976 : Geometra Prinetti selvaggiamente Osvaldo (it)
- 1976 : Pendez-le par les pieds (Get Mean)
- 1977 : Nove ospiti per un delitto
- 1978 : L'inquilina del piano di sopra (it)
- 1979 : Terreur express (La ragazza del vagone letto)
- 1980 : La compagna di viaggio
- 1981 : Western (Comin' at Ya!)
- 1983 : Le Trésor des quatre couronnes (El tesoro de las cuatro coronas)
- 1985 : Opération Commando (it) (Warbus) (sous le pseudonyme de Ted Kaplan)
- 1988 : Missione finale (it) (sous le pseudonyme de Ted Kaplan)
- 1988 : Un soldat maudit (Un maledetto soldato) (sous le pseudonyme de Ted Kaplan)

### Comme scénariste
- 1952 : Il prezzo dell'onore
- 1954 : Assi alla ribalta
- 1962 : L'Épée du Cid (Las hijas del Cid) de Miguel Iglesias
- 1964 : Sfida al re di Castiglia (autre titre : Pedro el Cruel)
- 1964 : El Kebir, fils de Cléopâtre (Il figlio di Cleopatra)
- 1966 : Texas, addio (autre titre : Adiós, Texas)
- 1966 : Mission suicide à Singapour (Goldsnake 'Anonima Killers')
- 1966 : All'ombra delle aquile
- 1967 : T'as le bonjour de Trinita (Rita nel West)
- 1967 : Je ne proteste pas, j'aime (Io non protesto, io amo)
- 1967 : Le Massacre de la Forêt-Noire (Hermann der Cherusker - Die Schlacht im Teutoburger Wald) (sous le pseudonyme Ferdy Baldwin)
- 1968 : Trinita, prépare ton cercueil (Preparati la bara!)
- 1968 : Odia il prossimo tuo
- 1969 : Cinq Fils de chien (Cinque figli di cane)
- 1969 : Le Dernier des salauds (Il pistolero dell'Ave Maria)
- 1972 : La Filière (Afyon oppio)
- 1973 : Una vita lunga un giorno
- 1974 : Mon nom est Trinita (Carambola)
- 1975 : Si ce n'est toi, c'est donc ton frère (Carambola, filotto… tutti in buca)
- 1976 : Geometra Primetti selvaggiamente Osvaldo (autre titre : La Selvaggia)
- 1976 : Pendez-le par les pieds (Get Mean)
- 1976 : Velluto nero (autre titre : Black Emmanuelle, White Emmanuelle)
- 1980 : La compagna di viaggio
- 1985 : Warbus (sous le pseudonyme de Ted Kaplan)
- 1988 : Missione finale (sous le pseudonyme de Ted Kaplan)
- 1988 : Un maledetto soldato (sous le pseudonyme de Ted Kaplan)

### Comme producteur
- 1963 : Le Corps et le Fouet (La frusta e il corpo, sous le pseudonyme de Free Baldwin)